# Tour de Tunisie
Le Tour de Tunisie est une compétition de cyclisme sur route tunisienne créée le 29 mars 1953.
À ce jour, seules 34 éditions ont été organisées et si certaines éditions ont atteint un haut niveau avec la participation de grands coureurs internationaux et la reconnaissance de l'Union cycliste internationale, d'autres ont pris la forme de compétition régionale, voire nationale, comme l'édition de 1990, qui a uniquement rassemblé des clubs tunisiens. Ceci s'explique par les coûts d'organisation qui ont souvent empêché le tour de se tenir régulièrement.

## Histoire
C'est le Vélo Club de Ferryville (actuelle Menzel Bourguiba au nord de la Tunisie) qui prend l'initiative d'organiser le premier tour en collaboration avec le journal La Dépêche tunisienne. 73 coureurs dont onze Tunisiens y participent dont Bechir Merdassi qui crée la surprise en remportant cette première édition grâce à une échappée de près de six minutes sur le peloton, lors de la septième étape reliant Sousse à Bou Arada.
Trois éditions sont organisées par le club en 1953, 1954 et 1955 avant que le journal Le Sport de Mahmoud Ellafi ne prenne le relais entre 1959 et 1964 avec une interruption en 1963. Ces cinq éditions sont probablement les plus prestigieuses avec la participation de vedettes internationales de l'époque telles que Walter Godefroot, Gösta Pettersson, Constant Goossens et Lucien Aimar.
Après une interruption de quatorze ans, le Tour reprend en 1978, grâce à la Fédération tunisienne de cyclisme soutenue par le journal L'Action tunisienne, puis de 1981 à 1987, ce qui permet notamment aux cyclistes maghrébins de bénéficier d'une concurrence élevée de la part de cyclistes est-allemands, néerlandais, polonais, etc.
En 2004 (classe 2.5), plusieurs équipes étrangères dont l'une française, le VC Cournon d'Auvergne (club de la banlieue clermontoise déjà vainqueur d'une étape en 2003), gagne à nouveau une étape. Les non Africains écrasent l'épreuve et remportent l'ensemble des étapes : la Team Barloworld domine l'épreuve et Jeremy Maartens l'emporte logiquement. L'épreuve a été annulée chaque année jusqu'en 2016.

## Palmarès
| Année     | Champion              | Deuxième            | Troisième            | km    | Maillot vert       | Commentaires        |
| 1953      | Béchir Merdassi       | André Alcaraz       | Abdelkader Bennoui   | 1184  | -                  |                     |
| 1954      | Étienne Amelijnck     | Jacques Bianco      | Paul Debadts         | 1427  | -                  |                     |
| 1955      | Jean Hobjanian        | Béchir Merdassi     | André Alcaraz        | 1395  | -                  |                     |
| 1956-1958 | Non-disputé           |                     |                      |       |                    |                     |
| 1959      | Göran Karlsson        | Frits Knoops        | Knut Karlsson        | 1420  | ?                  |                     |
| 1960      | Constant Goossens     | Karl Johansson      | Werner Swaneveld     | 1537  | ?                  |                     |
| 1961      | Jean-Claude Lebaube   | Hans Scheibner      | Owe Adamsson         | 1470  | ?                  |                     |
| 1962      | Sergey Korge          | Gösta Pettersson    | Jaap de Waard        | 1562  | ?                  |                     |
| 1964      | Gösta Pettersson      | Lucien Aimar        | Walter Godefroot     | 1894  | Walter Godefroot   |                     |
| 1965-1977 | Non-disputé           |                     |                      |       |                    |                     |
| 1978      | Mustapha Nejjari      | Mustapha Afandi     | Mohamed Adlaoui      | 1346  | ?                  |                     |
| 1979      | Moncef Ayed           | Moncef Hached       | Hamid Chibane        | 1305  | ?                  |                     |
| 1980      | Hans Koot             | Piet Kuijs          | Herman Winkel        | 1190  | Piet Kuijs         |                     |
| 1981      | Mustapha Nejjari      | Brahim Ben Bouila   | Mehdi Aziz           | 1463  | ?                  |                     |
| 1982      | Mohamed Aït Oufkir    | Abdelwahab Damergi  | Saïd Kadri           | 1317  | ?                  |                     |
| 1983      | Uwe Ampler            | Michael Prix        | Andreas Lux          | 1380  | ?                  |                     |
| 1984      | Non-disputé           |                     |                      |       |                    |                     |
| 1985      | Frank Karrass         | Farouk Hamza        | Jallel Marrouche     | 1058  | ?                  |                     |
| 1986      | Uwe Zeidler           | Maik Landsmann      | Thomas Schenderlein  | 968   | ?                  |                     |
| 1987      | Edward Kaczmarczyk    | Mieczeslaw Pluciak  | Thomas Schmidt       | 1338  | ?                  |                     |
| 1988      | Zbigniew Albin        | Wieslaw Matuszek    | Pawel Bartkowiak     | 1282  | ?                  |                     |
| 1989      | Sebti Benzine         | Mohamed Bilal       | Abderrazak Ayari     | 1227  | ?                  |                     |
| 1990      | Hatem Denguir         | Samir Souissi       | Ali Marrouche        | 1050  | Mohamed Yazidi     |                     |
| 1991      | Mohamed Yazidi        | Jürgen Blümmel      | Reinhard Runge       | 1099  | Peter Rohracker    |                     |
| 1992      | Ali Marrouche         | Moussa Abdelhannan  | Nabhan Mohamed       | 1083  | ?                  |                     |
| 1993      | Ali Marrouche         | Ahmed Ben Jeddou    | Mehrez Khelifi       | 1100  | ?                  |                     |
| 1994      | Christian Lademann    | Abdelwahed Latrech  | Abdelkader Rahmani   | 1292  | Abdelkader Rahmani |                     |
| 1995      | Lemjed Belkadhi       | Leonid Timchenko    | Karim Jendoubi       | 1339  | ?                  |                     |
| 1996      | Amr El Nadi           | Yuriy Metlushenko   | Nordine Haouchine    | 1339  | ?                  | 2.6                 |
| 1997      | Patrick Moster        | Marco Weber         | Ingo Moster          | 1279  | Yuriy Metlushenko  | 2.5                 |
| 1998-1999 | Non-disputé           |                     |                      |       |                    |                     |
| 2000      | Hichem Mennad         | Hisham Abdelbaki    | Omar Slimane Zitoune | 900   | ?                  |                     |
| 2001      | Ahmed Mraihi          | Mohamed Abdelfattah | Brahim El Ouaret     | 1053  | ?                  |                     |
| 2002      | Ahmed Mraihi          | Mohamed Abdelaziz   | Driss Anezroud       | 849   | ?                  |                     |
| 2003      | Brahim Lachheb        | Abdelati Saadoune   | Redouane Salah       | 855   | ?                  |                     |
| 2004      | Jeremy Maartens       | Alfonso Falzarano   | Simone Biasci        | 1166  | Malcolm Lange      | 2.5                 |
| 2005-2015 | Non-disputé           |                     |                      |       |                    |                     |
| 2016      | Abderrahmane Mansouri | Reda Aadel          | Thomas Vaubourzeix   | 550   | -                  | 2.2 UCI Africa Tour |
| 2017      | Matthias Legley       | Jérôme Pulidori     | Ali Nouisri          | 795,5 | Lucas Carstensen   | 2.2 UCI Africa Tour |
| 2018      | Non-disputé           |                     |                      |       |                    |                     |

## Statistiques
| Victoires | Coureur          | Pays    | Années       |
| --------- | ---------------- | ------- | ------------ |
| 2         | Mustapha Nejjari | Maroc   | 1978 et 1981 |
| 2         | Ali Marrouche    | Tunisie | 1992 et 1993 |
| 2         | Ahmed Mraihi     | Tunisie | 2001 et 2002 |

| Victoires | Pays                                            |
| --------- | ----------------------------------------------- |
| 9         | Tunisie                                         |
| 4         | Maroc                                           |
| 3         | Algérie Allemagne de l'Est Belgique             |
| 2         | Allemagne France Pologne Suède                  |
| 1         | Afrique du Sud Égypte Pays-Bas Union soviétique |